# 米夏埃尔·马库尔
米夏埃尔·马库尔（德語：Michael Marcour，1959年2月10日—），德国前男子帆船运动员。他曾代表西德参加1984年夏季奥林匹克运动会帆船比赛，联同约阿希姆·格里泽获得一枚银牌。